# Остров Принца Уэльского (Аляска)
Остров Принца Уэльского (англ. Prince of Wales Island) — крупнейший остров архипелага Александра, расположенного в Тихом океане и относящегося к Юго-Восточной Аляске.

## География и население
Размеры острова — 217×72 км. Имея площадь 6675,1 км², он входит в четвёрку крупнейших островов Соединённых Штатов (после Гавайев, Кадьяка и Пуэрто-Рико) и занимает 89-е место по площади среди крупнейших островов мира. Наивысшая точка острова — 1217 м. Вблизи западного побережья острова находится остров Бейкер.
По оценке на 2014 год, в населённом пункте Клавок, основанном в 1868 году, проживало 774 человек, а в населённом пункте Крейг, основанном в 1907 году, — 1254 человек.

## История
Остров был открыт в 1741 году русским мореплавателем Алексеем Чириковым. Название острова было зафиксировано в договоре между Великобританией и Российской империей от 16—28 февраля 1825 года.

## Экономика
В конце XIX века на острове началась добыча золота, меди и других металлов.
Современная экономика основана на лесном хозяйстве, рыболовстве и переработке рыбы. Также важной частью экономики является туризм, в том числе спортивное рыболовство.

## Транспорт
Протяжённость дорог на острове составляет 2500 миль, однако многие из них не эксплуатируются.
Близ населённого пункта Клавок расположены наземный аэропорт Клавок (ИАТА: KLW, ИКАО: PAKW, FAA LID: AKW) и гидроаэропорт Клавок (ИКАО: PAQC, FAA LID: AQC).

## Археология
У индивида Шука Каа (на тлингитском языке Shuká Káa означает «Человек перед нами») из пещеры «На коленях» (On Your Knees), жившего, по разным оценкам, от 9730 ± 60 до 9880 ± 50 лет назад, была определена митохондриальная гаплогруппа D4h3a.